# 比格克里克鎮區 (阿肯色州富爾頓縣)
比格克里克鎮區（英語：Big Creek Township）是位於美國阿肯色州富爾頓縣的一個行政鎮區。

## 地方資料
比格克里克鎮區的面積為88.49平方千米，當中陸地面積為86.50平方千米，而水域面積為1.99平方千米。根據2010年美國人口普查的數據，當地共有人口428人，而人口密度為每平方千米4.84人。